# Napoleon (Dakota Północna)
Napoleon – miasto w Stanach Zjednoczonych, w stanie Dakota Północna, siedziba władz hrabstwa Logan. W 2000 liczyło 857 mieszkańców.